# Гаджиев, Демир Вахид оглы
Демир Вахид оглы Гаджиев (Дамир Гаджиев; азерб. Dəmir Vahid oğlu Hacıyev; 29 января 1929, Илису, Закатальский уезд — 20 июня 1999, Баку) — азербайджанский и советский палеонтолог и педагог, доктор биологических наук (1961), профессор (1964), член-корреспондент Академии наук Азербайджана (1972), исследователь млекопитающих неогена и антропогена Азербайджана, Заслуженный деятель науки Азербайджанской ССР (1981), внёсший важный вклад в советскую биологическую науку.

## Биография
Дамир Гаджиев родился 29 января 1929 года в селении Илису Закатальского уезда Азербайджанской ССР (ныне — в Гахском районе Азербайджана). В 1952 году он окончил педиатрический факультет Азербайджанского медицинского университета. С 1952 года по 1954 год работал врачом в Крымской области.
В 1954 году был приглашён в Музей естествознания имени Г. Зардаби в Баку, где сначала занимал должность младшего научного сотрудника а позже — учёного секретаря и старшего научного сотрудника. В 1961 году он защитил диссертацию на соискание степени доктора биологических наук.  
Так, в 1961 году на основе находок, сделанных им в 1955-1961 гг. в ходе экспедиции на Эльдарскую равнину (к западу от нынешнего Мингечевирского водохранилища), Гаджиев защитил в Тбилиси диссертацию на соискание учёной степени кандидата биологических наук на тему «Позднесарматская гиппарионовая фауна Эльдарской равнины». Руководителем его научной работы
был доктор биологических наук, профессор Николай Бурчак-Абрамович. Во время защиты диссертационный совет единогласно принял решение о присвоении Гаджиеву ученого звания доктора биологических наук, минуя кандидатское звание, что являлось довольно редким событием. В решении было отмечено, что диссертация Гаджиева имеет исключительное значение для биологической науки, что в результате проведённых автором исследований были получены «важные результаты, представляющие собой новое слово в науке».
Однако председатель Высшей аттестационной комиссии СССР, министр высшего образования СССР Вячеслав Елютин скептически отнёсся к присвоению Гаджиеву докторской степени и принял решение о повторной защите научной работы перед членами ВАК в Москве. Демир Гаджиев ответил на все вопросы членов комиссии и оппонентов и успешно защитил свою диссертацию. В своей итоговой речи Елютин дал научной работе Гаджиева самую высокую оценку и расценил её как «важный вклад в советскую биологическую науку». Вручая молодому учёному диплом доктора наук, он шутливо заметил:
Ты этого достоин, но сегодня ты в свои 32 года стал самым молодым доктором биологических наук в СССР, так что не очень задавайся…
С 1963 года Демир Гаджиев был профессором кафедры зоологии позвоночных Бакинского государственного университета. С 1964 года был заведующим кафедрой общей биологии Азербайджанского государственного медицинского института и в то же время в 1965—1968 гг. — проректором по научной работе, а также председателем Научно-медицинского совета Министерства здравоохранения Азербайджанской ССР. В 1964 году получил учёное звания профессора.
В апреле 1965 года на сессии Отделения истории АН СССР и Отделения общественных наук АН АзССР в Баку Гаджиев вместе с археологом Мамедали Гусейновым сделал доклад об изучении палеолитических местонахождений в долине реки Куручай в Азербайджанской ССР.
В 1967—1999 гг. Гаджиев заведовал кафедрой медицинской биологии в Азербайджанском государственном медицинском институте. Здесь он читал лекции по медицинской биологии, палеобиологии и палеозоологии.
В 1968—1970 годах Гаджиев возглавлял сектор палеобиологии Геологического института (ныне — Институт геологии и геофизики). С 1971 года возглавлял Лабораторию современной (эволюционной) палеонтологии. В 1972 году Гаджиев был избран членом-корреспондентом Академии наук Азербайджанской ССР. С 1978 года являлся членом КПСС.
Демир Гаджиев также являлся одним из редакторов отделения биологии Большой медицинской энциклопедии.
В 1996 году Гаджиев был избран председателем специализированного совета по биологии в Высшей аттестационной комиссии.
Скончался Демир Гаджиев 20 июня 1999 года в Баку.

## Научная деятельность
Свои исследования Гаджиев посвятил эволюции, палеонтологии и стратиграфии органического мира, териологии, сравнительной патологии, археозоологии и др. Заложил научные основы для изучения палеонтологии, палеотератологии и палеоангиологии позвоночных животных Азербайджана. В 1962-1967 гг. Демир Гаджиев проводил активные исследования в западном регионе Азербайджана, где открыл неизвестные до этого науке местообитания позвоночной фауны. Так, например, в своей статье «Остатки гигантского оленя в Азербайджане» от 1965 года он в вместе с  С. Д. Алиевым дал краткий обзор местонахождений остатков Vegaloceros на Кавказе и оценку их стратиграфического значения с верхнего плиоцена. Помимо этого, в 1959 году палеонтолог привёл краткие сведения о находке ископаемого каспийского тюленя из верхнеапшеронских отложений в селении Бина.
Гаджиев изучал такие крупные фаунистические комплексы как Бинагадинская плейстоценовая фауна и Эльдарскаягиппарионовая фауна. Гаджиеву принадлежат также заслуги в развитии медицинской генетики в Азербайджанской ССР.

### Исследования находок из Бинагадинского кирового озера
Будучи сотрудником Музея естественной истории им. Г. Зардаби, Гаджиев принимал участие в полевых работах на Бинагадинском кировом озере. В 1951 году Гаджиев вместе с Г. В. Гаджиевым описал три случая травматического повреждения ребер у ископаемого бинагадинского носорога. Дальнейшие раскопки в окрестностях селения Бинагады, а также детальный просмотр имеющегося остеологического материала позволили учёным обнаружить ещё целый ряд патологически измененных костей ископаемого носорога. Так ими был выявлен шейный позвонок, фрагмент ребра, левая придаточная кость запястья и вторая пястная кость правой конечности .

### Исследования находок из Эльдарской равнины
В 1955-1961 гг., будучи сотрудником Музея естественной истории им. Г. Зардаби, Гаджиев принимал участие в экспедиции на Эльдарскую равнину, расположенную к западу от нынешнего Мингечевирского водохранилища.

### Исследование находок из Азыхской и Тагларской пещер
В 1960 году археологическая экспедиция азербайджанских ученых под руководством Мамедали Гусейнова обнаружила в ходе раскопок в Карабахе палеолитические стоянки в Азыхской и Тагларской пещерах. С тех пор в этих пещерах в результате исследование было обнаружено много остатков различной фауны. Демир Гаджиев проводил исследования этих фаунистических материалов. В 1961—1969 гг. он лично участвовал в археологических раскопках этих пещерных стоянок. В 1969 году по результатам этих работ под руководством Гаджиев была защищена кандидатская диссертация С. Алиева на тему «Фауна Азыхской палеолитической стоянки».

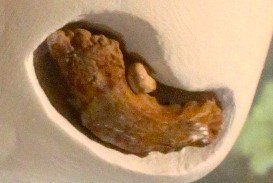
Исследовавшаяся Гаджиевым челюсть азыхантропа, обнаруженная в 1968 году в среднеашельском V слое Азыхской пещеры. Музей истории Азербайджана, Баку

В 1968 году в ходе раскопок средне-ашельского культурного слоя в Азыхской пещере была найдена челюсть доисторического человека. Демир Гаджиев долгое время исследовал этот
фрагмент, который отличался крупными размерами и толщиной. В итоге Гаджиев установил, что обладателем этой челюсти был гоминид близкий к архантропам, но и имел ряд отличий. Средне-ашельскому человеку с Азыхской палеолитической стоянки, кому принадлежал найденный фрагмент челюсти, Гаджиев дал условное наименование «азыхантроп». Гаджиев также установил, что челюсть принадлежала женщине 30-35 лет, жившей 400 тысяч лет назад.
Гаджиев по сопровождающей фауне и каменным орудиям отнёс находку к числу «самых древних остатков неандертальцев». В своем предварительном сообщении, опубликованной в статье «Первая для СССР находка ашельского человека» (Учёные записки Азгосмединститута, 1970, том XXXI) Гаджиев относил азыхантропа к переходной стадии от поздних архантропов к ранним палеоантропам. Но позднее Гаджиев без научного анализа и обоснования отнёс азыхского человека к группе питекантропов и был назван им азыхантропом. В некоторых сообщениях, например в статье «Краткие результаты комплексных исследований Азыхской древнепалеолитической стоянки» (Известия АН АзССР, 1970, №3) Гаджиев включал «азыхантропа» в группу «пренеандертальцев». Эта челюсть пренеандертальца имела очень большое сходство с антропологическими находками со стоянки Тотавель во Франции. Данное обстоятельство позволило антропологам впервые сделать вывод о существовании обширной области обитания пренеандертальцев на территории Европы.

## Новые таксоны
- † Eldarotherium burtchaclensis (Gadzhiev, 1961)[16]
- † Mirabilocerus azerbajdjanicus (Gadzhiev, 1961)[16]
- † Phoca procaspica (Gadzhiev, 1961)[16]
- † Ochotona azerica (Gadzhiev et Aliev, 1969)[17]
- † Gazella leili (Gadzhiev, 1996)[18]

## Научные публикации
Демиру Гаджиеву принадлежит авторство 120 научных работ, среди которых 12 монографий и учебных пособий:
Книги
- Гаджиев Д. В. Эльдарская верхнесарматская гиппарионовая фауна. Автореферат диссертации на соискание ученой степени доктора биологических наук. — Баку, 1961. — 37 с.
- Гаджиев Д. В., Алиев Р. А., Алиев С. Д. Биологические основы паразитизма: Учебное пособие для медицинских институтов. — Баку: Маариф, 1989. — 315 с. — 5500 экз. — ISBN 5-556-00238-X.
- Гаджиев Д. В. Эльдарская верхнесарматская гиппарионовая фауна.. — Баку: Элм, 1996. — 344 с.

Статьи
- Гаджиев Г. В., Гаджиев Д. В. Признаки рахитического поражения на костях ископаемых бинагадинских волков // Изв. АН Азерб. ССР. — Баку. — № 7. — С. 11-20.
- Гаджиев Г. В., Гаджиев Д. В. Травматические повреждения ребер у ископаемого бинагадинского носорога // ДАН АзССР. — Баку, 1951. — Т. VII, № 10. — С. 373-378.
- Гаджиев Д. В. Бинагадинский ископаемый осел Equus cf. hydruntinus Reg. // Труды Естеств.-истор. музея им. Зардаби. — Баку, 1953. — Вып. 3. — С. 1-100.
- Гаджиев Г. В., Гаджиев Д. В. Явление деформирующего спондилеза у ископаемого четвертичного волка // ДАН АзССР. — Баку, 1954. — Т. X, № 3. — С. 183-187.
- Гаджиев Г. В., Гаджиев Д. В. Остеомиелит верхней челюсти у бинагадинского первобытного быка // ДАН Азерб. ССР. — Баку, 1954. — № 12.
- Гаджиев Г. В., Гаджиев Д. В. Аномалии развития на ископаемом материале // Изв. АН Азерб. ССР. — Баку, 1955. — № 2. — С. 67-73.
- Гаджиев Г. В., Гаджиев Д. В. Материалы к изучению палеопатологии бинагадинских копытных (представлено действ. членом АН Азербайджанской ССР А. И. Караевым) // Докл. АН Азерб. ССР. — Баку, 1955. — Т. II, № 4. — С. 267-272.
- Гаджиев Г. В., Гаджиев Д. В. К вопросу адаптативной редукции боковых метаподий эквид // Изв. АН Азерб. ССР. — Баку, 1957. — № 7. — С. 105–111.
- Гаджиев Д. В. Новая находка скорлупы яйца ископаемого страуса в Азербайджане // Доклады АН. Азерб. ССР. — Баку, 1958. — Т. 14, № 9. — С. 697-700.
- Гаджиев Д. В. Новые материалы по эльдарской фауне // Известия АН АзССР. Серия геол.-геогр. наук. — 1959. — № 4.
- Гаджиев Д. В. Древняя однопалая лошадь верхнеплиоценовых отложений Азербайджана // Очерки по геологии Азербайджана (посв. ХХІІ Междунар. геол. конгрессу в Индии). — Баку, 1964.
- Гаджиев Д. В., Алиев С. Д. Остатки гигантского оленя в Азербайджане // Учен. зап. Азерб. мед. института. — 1965. — Т. 17. — С. 43-62.
- Гаджиев Д. В., Гусейнов М. М. Изучение палеолитических местонахождений в долине реки Куручай // Материалы сессии, посвящённой, итогам археологических и этнографических исследований 1964 года в СССР. — Баку, 1965.
- Гаджиев Д. В., Алиев С. Д. Некоторые представители хищных млекопитающих (Mammalia, Carnivora) из палеолитических отложений Азыхской пещеры // Учен. зап. Азерб. гос. мед. института. — 1966. — Т. 23. — С. 7-13.
- Гаджиев Д. В., Алиев С. Д. Остатки рукокрылых из Тагларской пещеры // Учен. зап. Азерб. гос. мед. института. — 1966. — Т. ХІХ. — С. 17-23.
- Гаджиев Д. В., Алиев С. А. Пищуха (Ochotona sp.) из мустьерских отложений Тагларской пещеры // Учен. зап. Азерб. гос. мед. института. — 1966. — Т. ХХ. — С. 18-21.
- Гаджиев Д. В. Материалы к изучению подковоноса Мегели в Азербайджане // Учен. зап. Азерб. мед. института. — 1967. — № 24. — С. 23—28.
- Гаджиев Д. В., Алиев С. Д. Палеонтологическое обоснование стратиграфии Азыхской палеолитической стоянки // Учен. зап. Азербайдж. мед. института. — 1969. — Т. 30. — С. 232—236.
- Гаджиев Д. В., Гусейнов М. М. Первая для СССР находка ашельского человека (Азербайджан. Азыхская пещера) // Учен. зап. Азгосмединститута. — 1970. — Т. 31.
- Ализаде К. А., Гаджиев Д. В. Изучение ископаемых позвоночных животных Азербайджана // Известия АН АзССР (серия наук о Земле). — 1970.
- Гаджиев Д. В., Алиев С. Д. Ископаемые летучие мыши из палеолитических отложений Азыхской пещеры // Учен. зап. Азерб. университета. Серия биол. наук. — 1971. — № 2. — С. 45—50.
- Гаджиев Д. В., Ахундов Ф. М., Алиев С. Д. Климатические условия обитания комплексов позвоночной фауны Азербайджана в позднем плиоцене и плейстоцене // Материалы советско-американского симпозиума по природно-климатическим условиям в плейстоцене и голоцене. — Баку: Элм, 1976.
- Гусейнов М. И., Рустамов Д. Н., Гаджиев Д. В. Археологические памятники Азербайджана и их взаимосвязь с климатическими изменениями // Материалы советско-американского симпозиума по природно-климатическим условиям в плейстоцене и голоцене. — Баку: Элм, 1976.
- Гаджиев Д. В., Ахундов Ф. И. Краткий обзор местонахождений позвоночной фауны в отложениях апшеронского яруса Азербайджана // Вопросы палеонтологии и стратиграфии Азербайджана. — Баку: Элм, 1976. — Вып. I. — С. 173-180.
- Гаджиев Д. В. Изменение видового состава копытных млекопитающих фауны Азербайджана в четвертичный период под действием антропологических факторов // Труды заповедников Азербайджана. — 1977. — Вып. 4. — С. 108-128.
- Гаджиев Д. В. Материалы к возрастной рентгеностеологии млекопитающих // Труды Зоологического института АН СССР. — 1979. — Т. 80.
- Гаджиев Д. В., Гусейнов М. М., Мамедов А. В., Ширинов Н. Ш. Краткие результаты комплексных исследований Азыхской древнепалеолитической стоянки // Известия АН АзССР (серия наук о Земле). — 1979. — № 3.
- Гаджиев Д. В. Половой диморфизм в строении крестцовых костей каспийского тюленя // Фауна и экология наземных и водных животных Кура - Араксинской низменности и Малого Кавказа : книга. — Баку, 1982. — С. 90-95.

## Награды и звания
- Премия имени академика Гасана Алиева (1966)[5]
- Медаль «За доблестный труд» (1970)[5]
- Орден Трудового Красного Знамени[6] (1971)[5]
- Памятная медаль Академии наук СССР имени академика С. И. Вавилова (1983)[5]
- Заслуженный деятель науки Азербайджанской ССР (1981)[6]